# Galletas de hoja de arce con crema

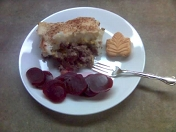
Un plato de pastel chino con maple leaf cream cookies.

Maple Leaf Cream Cookies, son galletas sándwich de Canadá.
El relleno de crema es con sabor a arce, y puede contener jarabe de arce real. Las galletas tienen la forma de una hoja de arce, símbolo nacional de Canadá.
Varias empresas Canadienses las producen para el mercado interno, aunque tiene un seguimiento en los Estados Unidos.